# كايتو ومومو
كايتو ومومو (باليابانية: 大桃 海斗) (مواليد 28 أكتوبر 1997) هو لاعب كرة قدم ياباني.

## وصلات خارجية
- كايتو ومومو على موقع رابطة كرة القدم اليابانية للمحترفين (اليابانية)
- كايتو ومومو على موقع Soccerway.com (الإنجليزية)